# Pedaalmotten
De pedaalmotten (Argyresthiidae) vormen een familie van vlinders in de superfamilie Yponomeutoidea. Door sommige auteurs wordt de familie als onderfamilie van de stippelmotten (Yponomeutidae) beschouwd.

## Geslachten
- Argyresthia Hübner, 1825
  - = Paraargyresthia Moriuti, 1969
- Eucalliathla Clarke, 1967

## Enkele soorten
- Argyresthia albistria - Sleedoornpedaalmot
- Argyresthia aurulentella - Gestreepte pedaalmot
- Argyresthia bonnetella - Variabele pedaalmot
- Argyresthia brockeella - Sierlijke pedaalmot
- Argyresthia curvella - Appelpedaalmot
- Argyresthia dilectella - Wimpelpedaalmot
- Argyresthia goedartella - Berkenpedaalmot
- Argyresthia pruniella - Kersenpedaalmot
- Argyresthia pygmaeella - Vale pedaalmot
- Argyresthia semitestacella - Beukenpedaalmot
- Argyresthia sorbiella - Bessenpedaalmot
- Argyresthia spinosella - Bloesempedaalmot
- Argyresthia trifasciata - Cipresmineermot